# Greg Stanton
Gregory John Stanton (Long Island, 8 de marzo de 1970) es un abogado y político estadounidense que se desempeña como representante de los Estados por el 4.º distrito congresional de Arizona desde 2023. Representó al 9.º distrito congresional de Arizona entre 2019 y ese año. Miembro del Partido Demócrata, fue alcalde de Phoenix, Arizona.

## Biografía

### Primeros años y educación
Nació en Long Island, Nueva York. Su familia se mudó a Arizona y se graduó de Cortez High School en el oeste de Phoenix en 1988. En 1995, obtuvo su Doctorado en Jurisprudencia en la Facultad de Derecho de la Universidad de Míchigan. Luego trabajó como abogado de 1995 a 2000.

## Carrera política temprana

#### Ayuntamiento de Phoenix
Fue elegido miembro del Ayuntamiento de Phoenix para el sexto distrito en 2000, 2001 y 2005, sirviendo hasta 2009. Este distrito incluía el área próspera de Phoenix Biltmore centrada alrededor de las áreas de Biltmore Fashion Park y Arcadia.

#### Alcalde de Phoenix
Fue alcalde de Phoenix de 2012 a 2018. Durante su campaña de 2011 para alcalde, surgieron dudas sobre la legalidad de casi $ 70 000 en contribuciones de la extesorera de Stanton, Mindy Shields. Se opuso al enjuiciamiento por malversación de fondos de Shields y la despidió en octubre de 2010.
El 30 de agosto de 2011, él y el candidato republicano Wes Gullett fueron los dos principales candidatos en las primarias para la alcaldía de Phoenix, con Stanton obteniendo aproximadamente el 38 % de los votos y Gullett con el 20 %.
Abogó contra el "secuestro" del presupuesto federal de 2013 al reunirse con miembros del Congreso varias veces.
Fue reelegido el 25 de agosto de 2015. En 2017, la revista Governing lo nombró como uno de sus funcionarios del año por sus esfuerzos para expandir el tren ligero, los carriles para bicicletas y las aceras. Renunció el 29 de mayo de 2018 para postularse al Congreso.

## Cámara de Representantes de Estados Unidos

### Elecciones

###### 2018
Después de que la representante titular Kyrsten Sinema decidiera postularse para el Senado en 2018, para reemplazar al senador retirado Jeff Flake; Stanton, quien tenía un mandato limitado como alcalde, decidió postularse para el puesto de Sinema. No tuvo oposición en las primarias demócratas y derrotó al candidato republicano Steve Ferrara con el 61 % de los votos.

###### 2020
En 2020, no tuvo oposición en las primarias demócratas y derrotó al candidato republicano Dave Giles en las elecciones generales con el 61 % de los votos.
2022
Stanton se postuló para la reelección en el cuarto distrito congresional de Arizona después de la redistribución de distritos y derrotó al candidato republicano Kelly Cooper en las elecciones generales con el 56% de los votos.

### Asignaciones del comité
Para el 118º Congreso:
- Comité de Asuntos Exteriores
  - Subcomité sobre el Hemisferio Occidental

- Comité de Transporte e Infraestructura
  - Subcomité de Aviación
  - Subcomité de Carreteras y Tránsito
  - Subcomité de Recursos Hídricos y Medio Ambiente

### Membresías de caucus
- Nueva Coalición Demócrata[18]
  - Presidente del Grupo de Trabajo sobre Inmigración

## Posiciones políticas
En una entrevista unas semanas después de las elecciones a la alcaldía de noviembre de 2011, Stanton manifestó su apoyo a la derogación del impuesto municipal a los alimentos.También apoyó las reformas de las pensiones públicas, incluidas más contribuciones de los empleados a sus fondos de jubilación y una mayor experiencia laboral antes de los beneficios de jubilación.En marzo de 2013, Stanton decidió no derogar el impuesto a los alimentos debido a las proyecciones de que poner fin al impuesto provocaría despidos de casi 99 agentes de policía y otros 300 empleados de la ciudad.
Como representante, Stanton apoyó la Ley de Igualdad, un proyecto de ley que ampliaría la Ley federal de Derechos Civiles de 1964 para prohibir la discriminación basada en la orientación sexual y la identidad de género.
El 1 de octubre de 2020, Stanton firmó una carta al Secretario de Estado Mike Pompeo que condenaba las operaciones ofensivas de Azerbaiyán contra el enclave de Nagorno-Karabaj poblado por armenios, denunciaba el papel de Turquía en el conflicto de Nagorno-Karabaj y pedía un alto el fuego inmediato.
Stanton votó con la posición declarada del presidente Joe Biden el 100% de las veces en el 117.º Congreso, según un análisis de FiveThirtyEight.
Stanton se opuso a la revocación en 2022 del fallo Roe v. Wade, calificándolo de "un día muy oscuro para nuestro país" y diciendo que la Corte Suprema tenía una "agenda ideológica extrema".
El 11 de julio de 2024, Stanton pidió que Joe Biden se retirara de las elecciones presidenciales de Estados Unidos de 2024.

### Vida personal
Está casado con Nicole Stanton, abogada de una empresa de cannabis. Se casaron en 2005 y tienen dos hijos. Se separaron en 2016 pero, a partir de 2019, volvieron a estar juntos.